# アンドリュー・フリードマン (1860年生)
アンドリュー・フリードマン（Andrew Freedman、1860年9月1日 - 1915年12月4日）は、19世紀のアメリカ・メジャーリーグの球団オーナー。アメリカ合衆国・ニューヨーク生まれ。1895年から1902年まで、ニューヨーク・ジャイアンツのオーナーを務めた。

## 経歴・人物
フリードマンは、1895年に前オーナーC.C.ヴァン・コットからジャイアンツを買収し球団オーナーとなった。ポロ・グラウンズに富裕層向けの特別予約席を設置するなどの集客の活動も行ったが、1896年以降は選手らとのいざこざが絶えなかった。当時ジャイアンツのエースだったエイモス・ルーシーとの年俸交渉が決裂し、ルーシーは1896年シーズンを丸一年棒に振ることになる。また同年4月にフリードマンは記者エドワード・ハーストに暴行したとして、10月に執行猶予付きの有罪判決を受けた。また前後するが1901年5月21日のゲームでは、審判だったビリー・ナッシュを無能と批判し、ポロ・グラウンズから追い出してしまったりもしている。
1898年6月、フリードマンはキャップ・アンソンをジャイアンツに招聘したものの、アンソンはフリードマンと折り合いが悪く、わずか22試合で監督を辞任した。フリードマンがオーナーを務めた7年間、ジャイアンツはのべ16回も監督が入れ替わることになるが、この中にはジャイアンツの創設者だったジョン・B・デイも名を連ねている。1899年には「経営的に問題のある勢力を排除し、ゲームを浄化するため」として、ナショナルリーグを8球団に削減する意向が報じられたこともあった。
1900年には当時レッズのオーナーだったジョン・T・ブラッシュに持ちかけ、レッズの支配下にあったクリスティ・マシューソンと、エイモス・ルーシーのトレードを敢行。その後ブラッシュとフリードマンは、1901年のアメリカンリーグ創設にあたって様々な政治的妨害を行う。ニューヨークに本拠地を置く構想のあったア・リーグ新球団の本拠地をメリーランド州ボルチモアとし、ボルチモア・オリオールズ（後のニューヨーク・ヤンキース）が設立されると、翌1902年にオリオールズの監督ジョン・マグローをジャイアンツの監督に招いた。その一週間後にはオリオールズの支配権を握り、ロジャー・ブレスナハンやジョー・マクギニティをジャイアンツに、ジョー・ケリーやサイ・セイモアーをレッズに移籍させるなど、主力選手たちの大量の引き抜きを行った。
フリードマンは、1902年8月にジャイアンツの経営権をレッズのオーナーを退いたジョン・T・ブラッシュに譲って球団経営から退いた。1915年に55歳でニューヨークにて死去。